# Шпанија на Светском првенству у атлетици у дворани 2018.
Шпанија је учествовала на 17. Светском првенству у атлетици у дворани 2018. одржаном у Бирмингему од 1. до 4. марта седамнаести пут, односно учествовала је на свим првенствима до данас. Репрезентацију Шпаније представљало је 17 такмичара (13 мушкарца и 4 жене), који су се такмичили у 12 дисциплина (8 мушких и 4 женске).,
На овом првенству Шпанија је по броју освојених медаља делила 23. место са две бронзане медаље.
У табели успешности према броју и пласману такмичара који су учествовали у финалним такмичењима (првих 8 такмичара) Шпанија је са 5 учесника у финалу заузела 11. место са 21 бодом.
| Плас. | Земља   | 1. место | 2. место | 3. место | 4. место | 5. место | 6. место | 7. место | 8. место | Бр. финал. | Бод. |
| ----- | ------- | -------- | -------- | -------- | -------- | -------- | -------- | -------- | -------- | ---------- | ---- |
| 11.   | Шпанија | 0        | 0        | 2        | 0        | 2        | 0        | 0        | 1        | 5          | 21   |

## Учесници
| Мушкарци: - Анхел Дејвид Родригез — 60 м - Лукас Буа — 400 м, 4 х 400 м - Самуел Гарсија — 400 м, 4 х 400 м - Оскар Усиљос — 400 м, 4 х 400 м - Саул Ордоњез — 800 м - Алваро де Ариба — 800 м - Марк Алкала — 1.500 м - Адел Мечал — 3.000 м - Јидиел Контрерас — 60 м препоне - Дарвин Ечевери — 4 х 400 м - Мануел Гуијаро — 4 х 400 м - Алеик Порас — 4 х 400 м - Еусебио Касерес — Скок удаљ | Жене: - Лаура Буено — 400 м - Естер Гереро — 800 м - Марта Перез — 1.500 м - Ана Пелетеиро — Троскок |  |

## Освајачи медаља (2)

### Бронза (2)
- Саул Ордонез — 800 м
- Ана Пелетеиро — Троскок

## Резултати

### Мушкарци
| Атлетичар             | Дисциплина   | Лични рекорд | Квалификације       | Квалификације | Полуфинале           | Полуфинале  | Финале                | Финале          | Детаљи |
| Атлетичар             | Дисциплина   | Лични рекорд | Резултат            | Место         | Резултат             | Место       | Резултат              | Место           | Детаљи |
| --------------------- | ------------ | ------------ | ------------------- | ------------- | -------------------- | ----------- | --------------------- | --------------- | ------ |
| Анхел Дејвид Родригез | 60 м         | 6,55         | 6,71 (.706) кв      | 4. у гр. 5    | 6,67 (.663)          | 6. у гр. 1  | Није се квалификовао  | 18 / 49 (52)    |        |
| Лукас Буа             | 400 м        | 46,23        | 46,96               | 3. у гр. 1    | 47,14 (.140)         | 6. у гр. 1  | Није се квалификовао  | 15 / 25 (32)    |        |
| Оскар Усиљос          | 400 м        | 45,86 НР     | 46,51 КВ            | 1. у гр. 6    | 45,69 КВ, НР         | 1. у гр. 2  | Дисквалификован       | Дисквалификован |        |
| Саул Ордоњез          | 800 м        | 1:46,96      | 1:47,11 кв          | 3. у гр. 2    |                      |             | 1:47,11               |                 |        |
| Алваро де Ариба       | 800 м        | 1:45,43      | 1:45,44 КВ          | 1. у гр. 1    | 1:48,51              | 5 / 9 (10)  |                       |                 |        |
| Марк Алкала           | 1.500 м      | 3:39,33      | 3:45,49             | 4. у гр. 2    | Није се квалификовао | 9 / 19 (24) |                       |                 |        |
| Адел Мечал            | 3.000 м      | 7:40,14      | 7:43,83 КВ          | 3. у гр. 1    | 8:16,13              | 5 / 16 (22) |                       |                 |        |
| Јидиел Контрерас      | 60 м препоне | 7,64         | 7,68 (.677) КВ, ЛРС | 3. у гр. 3    | 7,68 (.673) ЛРС      | 5. у гр. 2  | Није се квалификовао  | 13 / 37 (38)    |        |
| Лукас Буа2            | 4 х 400 м    | 3:06,60 НР   | 3:07,52 НРС         | 3. у гр. 2    |                      |             | Нису се квалификовали | 7 / 8 (10)      |        |
| Мануел Гуијаро        | 4 х 400 м    | 3:06,60 НР   | 3:07,52 НРС         | 3. у гр. 2    |                      |             | Нису се квалификовали | 7 / 8 (10)      |        |
| Алеик Порас           | 4 х 400 м    | 3:06,60 НР   | 3:07,52 НРС         | 3. у гр. 2    |                      |             | Нису се квалификовали | 7 / 8 (10)      |        |
| Самуел Гарсија        | 4 х 400 м    | 3:06,60 НР   | 3:07,52 НРС         | 3. у гр. 2    |                      |             | Нису се квалификовали | 7 / 8 (10)      |        |
| Дарвин Ечевери*       | 4 х 400 м    | 3:06,60 НР   | 3:07,52 НРС         | 3. у гр. 2    |                      |             | Нису се квалификовали | 7 / 8 (10)      |        |
| Еусебио Касерес       | Скок удаљ    | 8,16         |                     |               |                      |             | 7,91                  | 8 / 15          |        |

- Такмичари у штафети обележени звездицом су били резерве, а такмичари који су обележени бројем трчали су и у појединачним дисциплинама.

### Жене
| Атлетичарка   | Дисциплина | Лични рекорд | Квалификације | Квалификације | Полуфинале            | Полуфинале            | Финале                | Финале       | Детаљи |
| Атлетичарка   | Дисциплина | Лични рекорд | Резултат      | Место         | Резултат              | Место                 | Резултат              | Место        | Детаљи |
| ------------- | ---------- | ------------ | ------------- | ------------- | --------------------- | --------------------- | --------------------- | ------------ | ------ |
| Лаура Буено   | 400 м      | 53,10        | 53,66         | 5. у гр. 2    | Није се квалификовала | Није се квалификовала | Није се квалификовала | 25 / 31 (34) |        |
| Естер Гереро  | 800 м      | 2:01,72      | 2:04,06       | 5. у гр. 1    |                       |                       | Нису се квалификовале | 13 / 14 (15) |        |
| Марта Перез   | 1.500 м    | 4:09,24      | 4:09,90       | 4. у гр. 3    | 12 / 25 (26)          |                       | Нису се квалификовале |              |        |
| Ана Пелетеиро | Троскок    | 14,22        |               |               |                       |                       | 14,40 ЛР              |              |        |